# The Superbullz
The Superbullz – białoruski zespół rockowy, założony w styczniu 2016 roku w Mińsku. Wokalistą i liderem grupy jest Aleś-Franciszak Myszkiewicz, były gitarzysta basowy formacji Trubetskoy i J:Mors, występujący także z Lawonem Wolskim w zespole Krambambula oraz w jego solowych projektach. Skład The Superbullz uzupełniają muzycy znani z występów w Krambambuli i J:Mors, a także współpracujący wcześniej przy jazzowym projekcie Myszkiewicza, Chiefs Band. Grupa określa się jako „głównie białoruskojęzyczna”, choć wykonuje także piosenki w języku rosyjskim i angielskim.
Zespół pierwotnie nazywał się The Superboyz, zdecydował się jednak przemianować z uwagi na fakt, że w Rosji funkcjonuje już grupa o tej samej nazwie. Początkowo muzycy planowali wykonywanie głównie coverów dawnych radzieckich przebojów w punk rockowej stylistyce, później jednak skoncentrowali się na tworzeniu własnych utworów. 
W listopadzie 2016 roku zespół wystartował w białoruskich eliminacjach do Konkursu Piosenki Eurowizji 2017 z piosenką „Adstupisia!/Get Back!”, jednak odpadł już w półfinale eliminacji. 18 maja 2017 roku The Superbullz zaprezentowali swój debiutancki album Hardcore zachodniaha Paleśsia, w skład którego weszło 12 autorskich piosenek zespołu, w tym wszystkie opublikowane wcześniej jako single. W czerwcu 2017 roku teledysk do piosenki „Maci” został wybrany białoruskojęzycznym wideoklipem miesiąca przez czytelników portalu TuzinFM.

## Skład
- Aleś-Franciszak Myszkiewicz – wokal (od 2016)
- Pawieł Trypuć – gitara (od 2016)
- Waler Dasiukiewicz – gitara basowa (od 2016)
- Pawieł Mamonau – perkusja (od 2016)
- Andrej Jakubczyk – trąbka (od 2016)
- Raman Jazukiewicz – puzon (od 2016)[11]

## Dyskografia

### Albumy studyjne
| Rok  | Dane dot. albumu                                           | Źródło |
| ---- | ---------------------------------------------------------- | ------ |
| 2017 | Hardcore zachodniaha Paleśsia - Data wydania: 18 maja 2017 | [ 11 ] |

### Single
| Rok  | Dane dot. singla                                                                                 | Album                         | Źródło |
| ---- | ------------------------------------------------------------------------------------------------ | ----------------------------- | ------ |
| 2016 | „Monika” - Oryginalna pisownia tytułu: „Моника” - Data wydania: 18 marca 2016                    | Hardcore zachodniaha Paleśsia | [ 12 ] |
| 2016 | „B.L.B.” (feat. DJ NEVIDOMY) - Data wydania: 12 kwietnia 2016                                    | –                             | [ 13 ] |
| 2016 | „Ein Zwei Bailando” - Data wydania: 22 kwietnia 2016                                             | Hardcore zachodniaha Paleśsia | [ 14 ] |
| 2016 | „Lod” - Oryginalna pisownia tytułu: „LёD” - Data wydania: 30 maja 2016                           | Hardcore zachodniaha Paleśsia | [ 15 ] |
| 2016 | „Maci” - Oryginalna pisownia tytułu: „Маці” - Data wydania: 6 lipca 2016                         | Hardcore zachodniaha Paleśsia | [ 16 ] |
| 2016 | „Back 2 da Old School” - Data wydania: 19 września 2016                                          | Hardcore zachodniaha Paleśsia | [ 17 ] |
| 2016 | „Czarka-szkwarka” - Oryginalna pisownia tytułu: „Чарка-шкварка” - Data wydania: 6 listopada 2016 | Hardcore zachodniaha Paleśsia | [ 18 ] |
| 2018 | „Nie strymać” - Oryginalna pisownia tytułu: „Не стрымаць” - Data wydania: 20 grudnia 2018        | –                             | [ 19 ] |
| 2020 | „Kamiani” - Data wydania: 13 czerwca 2020                                                        | –                             | [ 20 ] |
| 2020 | „Maŭzer” - Data wydania: 28 lipca 2020                                                           | –                             | [ 21 ] |

## Teledyski
| Rok  | Tytuł                        | Pisownia oryginalna          | Data premiery    | Reżyser                                                        | Źródło |
| ---- | ---------------------------- | ---------------------------- | ---------------- | -------------------------------------------------------------- | ------ |
| 2016 | „Monika”                     | „Моника”                     | 18 marca 2016    | Rusłan Starykouski                                             | [ 12 ] |
| 2016 | „B.L.B.” (feat. DJ NEVIDOMY) | „B.L.B.” (feat. DJ NEVIDOMY) | 12 kwietnia 2016 | Siarhiej Sakal                                                 | [ 13 ] |
| 2016 | „Ein Zwei Bailando”          | „Ein Zwei Bailando”          | 22 kwietnia 2016 | Maryja Czyhur                                                  | [ 14 ] |
| 2016 | „Lod”                        | „LёD”                        | 30 maja 2016     | Walik Hryszko                                                  | [ 15 ] |
| 2016 | „Maci”                       | „Маці”                       | 6 lipca 2016     | Rusłan Starykouski                                             | [ 16 ] |
| 2016 | „Back 2 da Old School”       | „Back 2 da Old School”       | 19 września 2016 | Andrej Hryńko                                                  | [ 17 ] |
| 2016 | „Czarka-szkwarka”            | „Чарка-шкварка”              | 6 listopada 2016 | Ihar Czyszczenia                                               | [ 18 ] |
| 2018 | „Nie strymać”                | „Не стрымаць”                | 20 grudnia 2018  |                                                                | [ 19 ] |
| 2020 | „Kamiani”                    | „Kamiani”                    | 23 czerwca 2020  | Krok Films                                                     | [ 20 ] |
| 2020 | „Maŭzer”                     | „Maŭzer”                     | 28 lipca 2020    | Aleś-Franciszak Myszkiewicz, Pawieł Michałok, Pawieł Wialiczka | [ 21 ] |